# Грифин (Џорџија)
Грифин (енгл. Griffin) град је у америчкој савезној држави Џорџија. По попису становништва из 2010. у њему је живело 23.643 становника.

## Демографија
Према попису становништва из 2010. у граду је живело 23.643 становника, што је 192 (0,8%) становника више него 2000. године.
| Група             | 2000.          | 2010.          |
| Белци             | 10.830 (46,2%) | 9.719 (41,1%)  |
| Афроамериканци    | 11.697 (49,9%) | 12.331 (52,2%) |
| Азијати           | 233 (1,0%)     | 259 (1,1%)     |
| Хиспаноамериканци | 520 (2,2%)     | 952 (4,0%)     |
| Укупно            | 23.451         | 23.643         |